# Új Ember (hetilap, 1920)
Új Ember Kolozsváron, 1920. április és szeptember között megjelent politikai és kritikai hetilap. 
Szerkesztője Roboz Imre volt, aki a lap hasábjain megjelenési lehetőséget biztosított a magyar őszirózsás forradalom előtti baloldali értelmiség és az emigráció nem egy képviselőjének (Farkas Antal, Gábor Andor, Pogány József). Munkatársai közé tartozott Asztalos Sándor, Bujdosó Zoltán, Gara Ákos, Győri Ernő, Kun Andor, Sipos Iván, Székely Imre és Tábori Kornél, de interjút közölt Lakatos Lászlóval, Szabó Dezsővel is.